# Сан Донато Вал ди Комино
Сан Дона̀то Вал ди Комѝно (на италиански: San Donato Val di Comino) е село и община в Централна Италия, провинция Фрозиноне, регион Лацио. Разположено е на 728 m надморска височина. Населението на общината е 2107 души (към 2010 г.).